# Sayonara no imi
„Sayonara no imi” (jap. サヨナラの意味) – szesnasty singel japońskiego zespołu Nogizaka46, wydany w Japonii 9 listopada 2016 roku przez N46Div..
Singel został wydany w pięciu edycjach: regularnej (CD) i czterech limitowanych CD+DVD (Type-A, Type-B, Type-C, Type-D). Osiągnął 1 pozycję w rankingu Oricon i pozostał na liście przez 91 tygodni. Zdobył status płyty Milion oraz złoty za sprzedaż cyfrową tytułowej piosenki.

## Lista utworów
Wszystkie utwory zostały napisane przez Yasushiego Akimoto.

### Type-A
| CD | CD                                                             | CD                 | CD              | CD      |
| Nr | Tytuł utworu                                                   | Kompozycja         | Aranżacja       | Długość |
| -- | -------------------------------------------------------------- | ------------------ | --------------- | ------- |
| 1. | „Sayonara no imi” (jap. サヨナラの意味)                        | Katsuhiko Sugiyama | Makoto Wakatabe | 4:59    |
| 2. | „Kodoku na aozora” (jap. 孤独な青空)                           | aokado             | aokado          | 3:41    |
| 3. | „Ano kyōshitsu” (jap. あの教室) (wyk. Asuka Saitō, Miona Hori) | Michio Kawano      | Michio Kawano   | 3:26    |
| 4. | „Sayonara no imi” (jap. サヨナラの意味) (off vocal ver.)       | Katsuhiko Sugiyama | Makoto Wakatabe | 4:59    |
| 5. | „Kodoku na aozora” (jap. 孤独な青空) (off vocal ver.)          | aokado             | aokado          | 3:41    |
| 6. | „Ano kyōshitsu” (jap. あの教室) (off vocal ver.)               | Michio Kawano      | Michio Kawano   | 3:26    |

| DVD | DVD                                                                       | DVD     |
| Nr  | Tytuł utworu                                                              | Długość |
| --- | ------------------------------------------------------------------------- | ------- |
| 1.  | „Sayonara no imi” (jap. サヨナラの意味) (Music Video)                     | 8:30    |
| 2.  | „Ano kyōshitsu” (jap. あの教室) (Music Video)                             | 6:29    |
| 3.  | „Documentary ~Sayonara no imi~” (jap. ドキュメンタリー〜サヨナラの意味〜) | 34:02   |

### Type-B
| CD | CD                                                       | CD                 | CD              | CD      |
| Nr | Tytuł utworu                                             | Kompozycja         | Aranżacja       | Długość |
| -- | -------------------------------------------------------- | ------------------ | --------------- | ------- |
| 1. | „Sayonara no imi” (jap. サヨナラの意味)                  | Katsuhiko Sugiyama | Makoto Wakatabe | 4:59    |
| 2. | „Kodoku na aozora” (jap. 孤独な青空)                     | aokado             | aokado          | 3:41    |
| 3. | „Buranko” (jap. ブランコ)                                | Hiro Hoashi        | Hiro Hoashi     | 4:35    |
| 4. | „Sayonara no imi” (jap. サヨナラの意味) (off vocal ver.) | Katsuhiko Sugiyama | Makoto Wakatabe | 4:59    |
| 5. | „Kodoku na aozora” (jap. 孤独な青空) (off vocal ver.)    | aokado             | aokado          | 3:41    |
| 6. | „Buranko” (jap. ブランコ) (off vocal ver.)               | Hiro Hoashi        | Hiro Hoashi     | 4:35    |

| DVD | DVD                                                                                            | DVD     |
| Nr  | Tytuł utworu                                                                                   | Długość |
| --- | ---------------------------------------------------------------------------------------------- | ------- |
| 1.  | „Sayonara no imi” (jap. サヨナラの意味) (Music Video)                                          | 8:30    |
| 2.  | „Buranko” (jap. ブランコ) (Music Video)                                                        | 5:24    |
| 3.  | „Under Documentary ~Tsumasaki no mukō ni~” (jap. アンダードキュメンタリー〜つま先の向こうに〜) | 28:38   |

### Type-C
| CD | CD                                                            | CD                   | CD                   | CD      |
| Nr | Tytuł utworu                                                  | Kompozycja           | Aranżacja            | Długość |
| -- | ------------------------------------------------------------- | -------------------- | -------------------- | ------- |
| 1. | „Sayonara no imi” (jap. サヨナラの意味)                       | Katsuhiko Sugiyama   | Makoto Wakatabe      | 4:59    |
| 2. | „Kodoku na aozora” (jap. 孤独な青空)                          | aokado               | aokado               | 3:41    |
| 3. | „2-dome no Kiss kara” (jap. 2度目のキスから)                  | Akira Sunset, APAZZI | Akira Sunset, APAZZI | 3:59    |
| 4. | „Sayonara no imi” (jap. サヨナラの意味) (off vocal ver.)      | Katsuhiko Sugiyama   | Makoto Wakatabe      | 4:59    |
| 5. | „Kodoku na aozora” (jap. 孤独な青空) (off vocal ver.)         | aokado               | aokado               | 3:41    |
| 6. | „2-dome no Kiss kara” (jap. 2度目のキスから) (off vocal ver.) | Akira Sunset, APAZZI | Akira Sunset, APAZZI | 3:59    |

| DVD | DVD                                                                                                | DVD     |
| Nr  | Tytuł utworu                                                                                       | Długość |
| --- | -------------------------------------------------------------------------------------------------- | ------- |
| 1.  | „Sayonara no imi” (jap. サヨナラの意味) (Music Video)                                              | 8:30    |
| 2.  | „2-dome no Kiss kara” (jap. 2度目のキスから) (Music Video)                                         | 4:32    |
| 3.  | „2016-nen Nogizaka46 ~Itsumo to chigau natsu~ Zenpen” (jap. 2016年 乃木坂46〜いつもと違う夏〜前編) | 26:38   |

### Type-D
| CD | CD                                                                   | CD                 | CD              | CD      |
| Nr | Tytuł utworu                                                         | Kompozycja         | Aranżacja       | Długość |
| -- | -------------------------------------------------------------------- | ------------------ | --------------- | ------- |
| 1. | „Sayonara no imi” (jap. サヨナラの意味)                              | Katsuhiko Sugiyama | Makoto Wakatabe | 4:59    |
| 2. | „Kodoku na aozora” (jap. 孤独な青空)                                 | aokado             | aokado          | 3:41    |
| 3. | „Kimi ni okuru hana ga nai” (jap. 君に贈る花がない)                  | Rizz               | Ryūhei Yamada   | 4:34    |
| 4. | „Sayonara no imi” (jap. サヨナラの意味) (off vocal ver.)             | Katsuhiko Sugiyama | Makoto Wakatabe | 4:59    |
| 5. | „Kodoku na aozora” (jap. 孤独な青空) (off vocal ver.)                | aokado             | aokado          | 3:41    |
| 6. | „Kimi ni okuru hana ga nai” (jap. 君に贈る花がない) (off vocal ver.) | Rizz               | Ryūhei Yamada   | 4:34    |

| DVD | DVD                                                                                               | DVD     |
| Nr  | Tytuł utworu                                                                                      | Długość |
| --- | ------------------------------------------------------------------------------------------------- | ------- |
| 1.  | „Sayonara no imi” (jap. サヨナラの意味) (Music Video)                                             | 8:30    |
| 2.  | „Kimi ni okuru hana ga nai” (jap. 君に贈る花がない) (Music Video)                                 | 4:48    |
| 3.  | „2016-nen Nogizaka46 ~Itsumo to chigau natsu~ Kōhen” (jap. 2016年 乃木坂46〜いつもと違う夏〜後編) | 23:51   |

### Edycja regularna
| CD | CD                                                            | CD                 | CD                              | CD      |
| Nr | Tytuł utworu                                                  | Kompozycja         | Aranżacja                       | Długość |
| -- | ------------------------------------------------------------- | ------------------ | ------------------------------- | ------- |
| 1. | „Sayonara no imi” (jap. サヨナラの意味)                       | Katsuhiko Sugiyama | Makoto Wakatabe                 | 4:59    |
| 2. | „Kodoku na aozora” (jap. 孤独な青空)                          | aokado             | aokado                          | 3:41    |
| 3. | „Naimononedari” (jap. ないものねだり) (wyk. Nanami Hashimoto) | Manabu Marutani    | Manabu Marutani, Takashi Fukuda | 3:52    |
| 4. | „Sayonara no imi” (jap. サヨナラの意味) (off vocal ver.)      | Katsuhiko Sugiyama | Makoto Wakatabe                 | 4:59    |
| 5. | „Kodoku na aozora” (jap. 孤独な青空) (off vocal ver.)         | aokado             | aokado                          | 3:41    |
| 6. | „Naimononedari” (jap. ないものねだり) (off vocal ver.)        | Manabu Marutani    | Manabu Marutani, Takashi Fukuda | 3:52    |

## Skład zespołu
| „Sayonara no imi” |
| --- |
| - 1. gen.: Manatsu Akimoto, Erika Ikuta, Rina Ikoma, Marika Itō, Sayuri Inoue, Misa Etō, Asuka Saitō, Reika Sakurai, Mai Shiraishi, Kazumi Takayama, Himeka Nakamoto, Nanase Nishino, Nanami Hashimoto (środek), Minami Hoshino, Sayuri Matsumura, Yumi Wakatsuki - 2. gen.: Hinako Kitano, Mai Shinuchi, Miona Hori |

| „Kodoku na aozora” |
| --- |
| - 1. gen.: Manatsu Akimoto, Erika Ikuta, Rina Ikoma, Marika Itō, Sayuri Inoue, Misa Etō, Asuka Saitō, Reika Sakurai, Mai Shiraishi, Kazumi Takayama, Himeka Nakamoto, Nanase Nishino, Nanami Hashimoto (środek), Minami Hoshino, Sayuri Matsumura, Yumi Wakatsuki - 2. gen.: Hinako Kitano, Mai Shinuchi, Miona Hori |

| „Buranko” |
| --- |
| - 1. gen.: Hina Kawago, Mahiro Kawamura, Chiharu Saitō, Yūri Saitō, Kana Nakada, Ami Nōjo, Hina Higuchi, Maaya Wada - 2. gen.: Karin Itō, Junna Itō, Iori Sagara, Kotoko Sasaki, Ayane Suzuki, Ranze Terada (środek), Rena Yamazaki, Miria Watanabe |

| „2-dome no Kiss kara”                                                                    |
| ---------------------------------------------------------------------------------------- |
| - 1. gen.: Manatsu Akimoto (środek) - 2. gen.: Iori Sagara, Ayane Suzuki, Miria Watanabe |

| „Kimi ni okuru hana ga nai”                                                                         |
| --------------------------------------------------------------------------------------------------- |
| - 1. gen.: Kana Nakada, Himeka Nakamoto - 2. gen.: Hinako Kitano, Ranze Terada, Miona Hori (środek) |

## Notowania
| Lista                             | Pozycja |
| --------------------------------- | ------- |
| Oricon Weekly Singles Chart       | 1       |
| Oricon Yearly Singles Chart       | 5       |
| Billboard Japan Hot 100           | 1       |
| Billboard Japan Hot Singles Sales | 1       |

## Sprzedaż
| Dane wg         | Sprzedaż |
| --------------- | -------- |
| Oricon          | 983 257  |
| Billboard Japan | 996 945+ |